# Palazzo Trautmannsdorf - Saracini
Palazzo Trautmannsdorf - Saracini è un palazzo del tardo XVII secolo, dalla forma trapezoidale, situato a Trento tra via del Suffragio, Piazza della Mostra e piazza Raffaello Sanzio. La sua nascita è collocabile nella prima metà del Cinquecento, ma, così com'è conosciuto oggi, è nato dall'unione di altre particelle preesistenti, dopo che la proprietà passò dalla famiglia dei Particelli a quella dei Trautmannsdorf alla fine del Seicento.

## Storia
Le notizie riguardanti la storia di palazzo Trautmannsdorf - Saracini non sono molte. Il risultato oggi visibile è derivato dall'unione di più edifici minori; tali strutture si possono riconoscere nella pianta del complesso, ma non ci sono indicazioni che ne consentano una datazione precisa: le ipotesi indicano la prima metà del XVI secolo, se non il tardo XVI secolo. In particolar modo, però, si può ricostruire la presenza di edifici di altezza bassa lungo il lato che si affaccia verso il Castello del Buonconsiglio, mentre all'angolo tra via Clesio e via Suffragio si trovava un palazzo di origine cinquecentesca.
L'unione di più palazzi in una struttura unica, così come appare ancora oggi, si deve alla famiglia Trauttmansdorff, nelle mani delle quali passò tale proprietà tra il Seicento e il Settecento, dai precedenti proprietari, la famiglia Particelli. In seguito, la proprietà passò a sua volta alla famiglia Saracini, a cui si deve l'attuale secondo appellativo.
Ad oggi, la facciata a Nord (quella principale) si affaccia su via Clesio, una strada molto trafficata, dalla quale difficilmente si presta attenzione all'aspetto dell'edificio. A suo tempo, però, era una sorta di biglietto da visita poiché, dopo il Castello del Buonconsiglio, era il primo palazzo che si vedeva all'ingresso nella città da Nord attraversando la porta di San Martino. Poco distante, all'altezza della vicina Torre Verde, scorreva il fiume Adige, che all'epoca attraversava la città.

## Architettura e aspetto

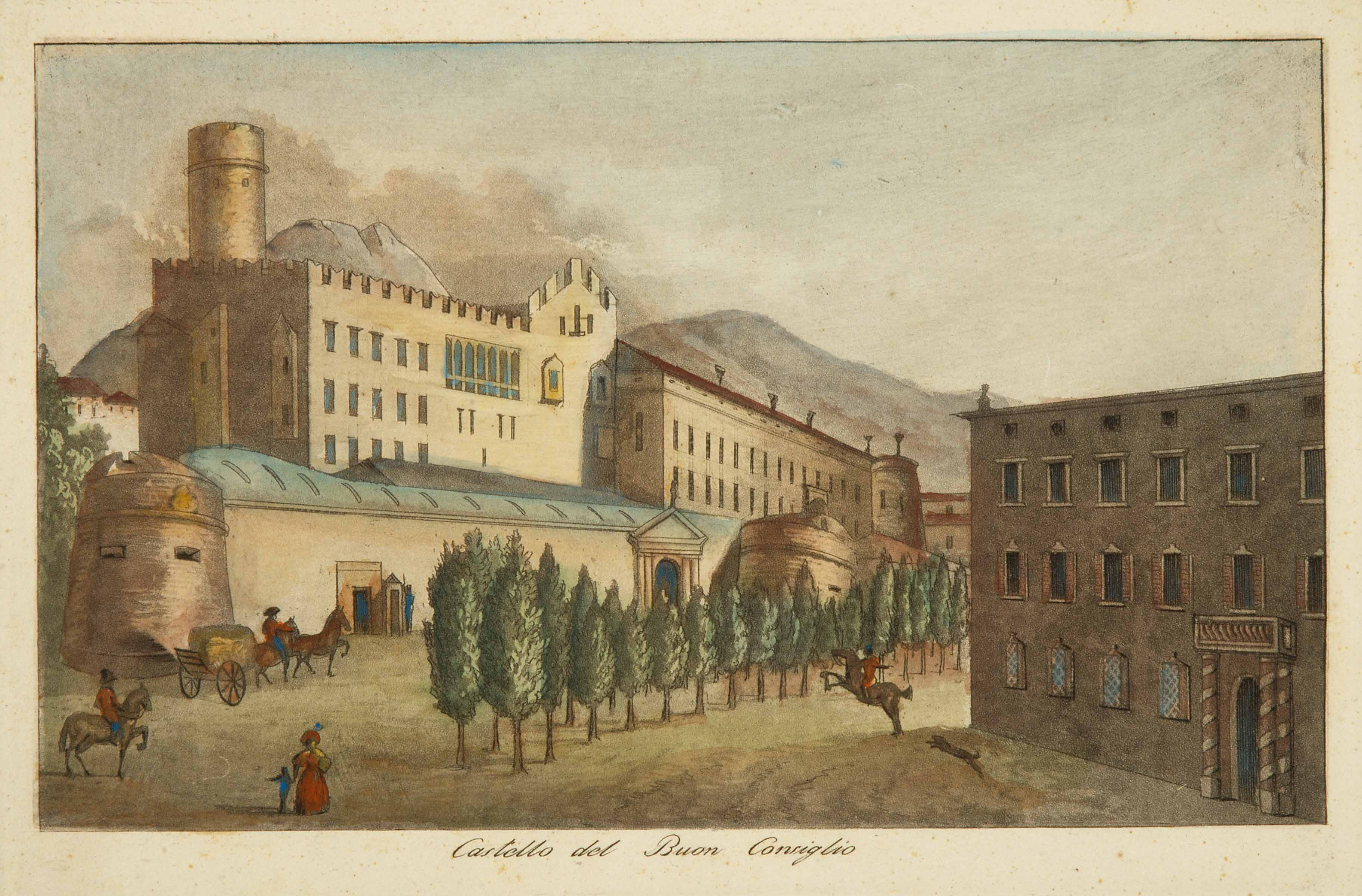
Il Castello del Buonconsiglio a sinistra e il Palazzo Trautmannsdorf - Saracini a destra in una calcografia dell'Ottocento

L'accesso sul lato corto del palazzo (il principale) presenta un importante portone realizzato nel Settecento, portone sormontato da un balcone che, a sua volta, è sorretto da colonne scultoree tortili, in sostituzione dei telamoni. 
Le tre facciate sono pressoché identiche tra di loro. Esse presentano una serie di finestre: incorniciate a bugnato rustico al piano terra; a doppio ordine architravate al primo e al secondo piano; grandi oculi ottagonali nel sottotetto. 
Le aperture presentano dei timpani mistilinei, arcuati e spezzati, il che dà movimento alle facciate dell'edificio. Hanno funzione accessoria e di abbellimento anche tutta una serie di mascheroni scolpiti sulle facciate, che decorano non solo le finestre all'esterno ma anche gli androni all'interno. Queste maschere, dall'aspetto mostruoso, devono la loro origine alla cultura contadina e popolare, secondo la quale il loro compito era quello di sorvegliare i passaggi sopra i quali erano posti e di proteggere gli abitanti. Non sono quindi solo un mero decoro ma avevano anche una funzione scaramantica; a maggior ragione, visto il periodo storico della loro realizzazione (post conciliare) e la localizzazione a Trento, città del Concilio. Nonostante i tentativi della Santa Inquisizione di minare la sopravvivenza di tale credenze popolari, l'artista incaricato dalla famiglia Trautmannsdorf di occuparsi dell'aspetto decorativo non si preoccupò di rispettare imposizioni e divieti in merito.
La parte di palazzo affacciato su Via del Suffragio, sul lato orientale, si sviluppa attorno a un cortile acciottolato; attualmente è più modesto e contenuto rispetto al suo aspetto originale, più ampio, e porticato a colonne.